# КПП-5-К (скріплення)
КПП-5-К - скріплення, що йде у криві ділянки колії.

## Скріплення проміжне пружне типу КПП-5-К
ТУ У 35.2-30268559-118:2009
Скріплення типу КПП-5-К призначено для регулювання ширини колії в кривих ділянках з розширенням колії до 1535 мм на залізобетонних шпалах. Середній ресурс надійності для КПП-5-К 800 млн т брутто пропущеного вантажу. Вкладається в колію з рейками Р65. Скріплення складається з анкера закладного АЗ-2.К, у який кріпиться клема КП-5.2. Між клемою і рейкою встановлюється ізолюючий вкладиш ВІ-К. Для електричної ізоляції підошви рейки від залізобетонної шпали і зниження динамічних навантажень від рухомого складу встановлюють прокладку ПРП-3.2-К. Для регулювання ширини колії встановлюється втулка ВР-65-К. Система менеджменту якості сертифікована органом з сертифікації в системі TÜV NORD CERT (Німеччина)

## Анкери закладні АЗ-2.К до пружних колійних скріплень типів КПП-5-К
ТУ У 35.2-30268559-070:2007
Анкери закладні АЗ-2;АЗ-2.К виготовляються методом відливання з високоміцного чавуну. Є складовою частиною проміжних пружних скріплень типів КПП-5; КПП-5М; КПП-5-К. На анкера встановлюються пружні клеми КП-5.2 та КП-5.4.

## Втулка регулювальна ВР-65-К для проміжних скріплень типу КПП-5-К
ТУ У 35.2-30268559-258д:2009
Втулка регулювальна ВР-65-К призначена для регулювання ширини колії в кривих ділянках і є складовою частиною проміжного скріплення типу КПП-5-К. Виготовляється з поліаміду.

## Вкладиші ізолюючі підпружні ВІ-К для рейок типу Р-65 проміжного скріплення типу КПП-5-К
ТУ У 35.2-30268559-049:2007
Вкладиші ізолюючі ВІ-К для рейок типу Р65 і скріплення проміжного типу КПП-5-К, виготовляються з термопластичної пластмаси (поліаміду). Вкладиші призначені для електричної ізоляції закладних деталей в рейкових скріпленнях.

## Прокладки підрейкові типу ПРП-3.2-К для пружного скріплення типу КПП-5-К
ТУ У 35.2-30268559-080:2007
Прокладка підрейкова ПРП-3.2-К для рейок типу Р65 з пружним скріпленням типу КПП-5-К, використовується для кривих ділянок колії. виготовляється з термопластичного поліуретану. Прокладка ПРП-3.2-К призначена для електричної ізоляції підошви рейки від залізобетонної шпали, зниження динамічних навантажень від рухомого складу.

## Джерело
- офіційний сайт корпорації КРТ [Архівовано 21 січня 2015 у Wayback Machine.]